# Louis-Gustave Adolphe Lemercier de Maisoncelle-Vertille de Richemont
Louis-Gustave Adolphe Lemercier de Maisoncelle-Vertille de Richemont est un homme politique français né le 1er janvier 1805 à Petit-Canal (Guadeloupe) et décédé le 1er décembre 1873 au château de Boisverdun (Tombebœuf, Lot-et-Garonne).

## Biographie
Maire de Tombebœuf, conseiller général du canton de Seyches, il est député de Lot-et-Garonne de 1837 à 1848, siégeant dans l'opposition à la Monarchie de Juillet. Il est député de 1852 à 1869, siégeant dans la majorité soutenant le Second Empire, et devient sénateur de 1869 à 1870.
Il est promu officier de la Légion d'honneur le 13 août 1863.

### Sources / bibliographie
- « Louis-Gustave Adolphe Lemercier de Maisoncelle-Vertille de Richemont », dans Adolphe Robert et Gaston Cougny, Dictionnaire des parlementaires français, Edgar Bourloton, 1889-1891 [détail de l’édition] [texte sur Sycomore]